# Bunodosoma granulifera
Bunodosoma granulifera är en havsanemonart som först beskrevs av Le Sueur 1817.  Bunodosoma granulifera ingår i släktet Bunodosoma och familjen Actiniidae. Inga underarter finns listade i Catalogue of Life.